# Куликовская улица (Москва)
Кулико́вская у́лица — улица в районе Северное Бутово Юго-Западного административного округа города Москвы.
Спускается от Старобитцевской улицы (с выездом на 35—36 км МКАД) до улицы Академика Глушко, у перекрёстка с Ратной улицей пересекает речку Битца. Застроена типовыми 17-этажными жилыми домами.

## История
Улица получила своё название 14 апреля 1990 года в честь Куликовской битвы, на которую войска князя Дмитрия Донского отправились по проходившей здесь в XIV веке Ордынской дороге. До включения территории в состав города Москвы на этом месте располагалась деревня Старая Битца Зюзинской волости.

## Здания и сооружения
По нечётной стороне:
- 23к4 — Церковь святителя Алексия, митрополита Московского в Северном Бутове

По чётной стороне
- 6 — «Алфавит»
- 16А — Церковь Илии Пророка в Северном Бутове
- 18 — гаражный кооператив
- 20 — «Архитектус»
- 22 — автосервис, шиномонтаж